# Godwins lag

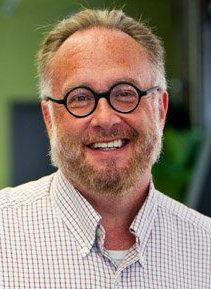
Mike Godwin, som formulerade Godwins lag 1990.

Godwins lag (Godwin's law) är en skämtsam benämning på en observation som Mike Godwin gjorde när han följde diskussioner på Usenet (ett system för diskussion mellan datoranvändare). Längre diskussioner urartade konsekvent, oberoende av ämnet och hur sakliga de varit från början, och sannolikheten för personangrepp växte. Förr eller senare jämfördes någon eller någons ståndpunkt med något relaterat till Adolf Hitler eller nazister. I detta skede blir det omöjligt att föra tillbaka diskussionen på sakliga banor. Uttrycket kan också beteckna en netikettregel som avråder från att göra sådana jämförelser.

## Lagen
Lagen formulerades av Mike Godwin år 1990 och avsåg diskussioner på Usenet:
| ”             | As a Usenet discussion grows longer, the probability of a comparison involving Nazis or Hitler approaches one. | „ |
| – Mike Godwin | |   |

På svenska: "I takt med att en usenetdiskussion blir längre, går sannolikheten för att någon eller något jämförs med nazister eller Hitler mot ett", det vill säga att det förr eller senare kommer att ske om diskussionen pågår länge nog.
Formuleringen "sannolikheten [...] går mot ett" torde ha valts för att påminna om en sats inom matematiken då sannolikhetslära och gränsvärden var bekanta för många som använde Usenet då lagen formulerades (Usenet användes på 1980/1990-talen då de flesta användare av Internet var inom universitetsvärlden och kände till högre matematik).

## Användning
Genom att hänvisa till Godwins lag menar man att vidare diskussion kommer att vara lönlös. Den som liknar sin åsiktsmotståndare vid nazister ansågs då ha förlorat diskussionen.
Godwins lag gäller bland annat de fall då någon jämför sin motståndare med nazister eller Hitler, direkt eller indirekt i någon form av skuld genom sammankoppling (se nazistargumentet). Liknelser med nazister och Hitler brukar ses klichéartade och sällan relevanta, men framförallt brukar sådana liknelser uppträda då diskussionen redan urartat till den grad att den knappast leder till något fruktbart. Att dra sig ur diskussionen i detta skede skulle då ses som hedersamt.
Enligt en FAQ om Godwins lag skulle den gälla också i det verkliga livet, men där har folk i allmänhet äcklats av diskussionen och hoppat av, och därmed fått diskussionen att avstanna, innan nazistargumentet dyker upp. En väsentlig egenskap på Usenet var att de allra flesta diskussionsgrupper var utan moderatorer, alltså helt ocensurerade, medan användarna hade programvara som var bra på att gömma eller markera ointressanta diskussionstrådar. När en diskussion urartade gav man ett snabbkommando som gömde undan den. Endast de som inte hade något bättre att göra eller var alltför upphetsade fortsatte diskussionen, men dessa, och eventuella nykomlingar, kunde ostört fortsätta den så länge de hade lust.